# Magirus-Deutz 232 D 19
Magírus-Deutz 232 D 19 (290 D 26) — вантажівки розроблені для роботи в складних кліматичних і поганих дорожніх умовах, що вироблялися німецькою автомобілебудівною фірмою Magirus-Deutz Klöckner-Humboldt-Deutz AG (KHD), а з 1 січня 1975 — концерном Iveco. 

### Постачання в СРСР
У 1975-76 роках вони були доставлені в СРСР в рамках так званого «проєкту Дельта» для роботи на будівництві БАМу та інших об'єктів на Далекому Сході, в Сибіру (газові та нафтові родовища Томської, Тюменської областей. і ті, що входять до складу другого Ханти-Мансійського автономного округу і Ямало-Ненецького автономного округу), Кольського півострова (рудники виробничого об'єднання «Апатит» в Хібінах) і Північного Казахстану.
У порівнянні з радянськими автомобілями Магіруси мали більш високі динамічні якості, хороші експлуатаційні та економічні показники, були зручні та легкі в управлінні в будь-яких кліматичних і дорожніх умовах.